# Dennis Marshall (futebolista)
Dennis Amos Marshall Maxwell (Puerto Limón, 9 de agosto de 1985 - San José, 23 de junho de 2011) foi um futebolista costarriquenho, que atuava como defensor (jogava tanto como zagueiro quanto como lateral).

## Carreira em clubes
Revelado pelo Limonense em 2006, foi contratado pelo Puntarenas no ano seguinte.
Passou por empréstimo no Herediano em 2009, antes de ser contratado pelo AaB Aalborg da Dinamarca, no mesmo ano.

## Seleção
Marshall defendeu a Seleção Costarriquenha de Futebol entre 2009 e 2011, jogando 19 partidas e marcando um gol.
Esteve presenta em duas edições da Copa Ouro da CONCACAF (2009 e 2011). Marcou seu único gol na Copa Ouro de 2011, durante o jogo contra Honduras.

## Morte
Marshall morreu após sofrer um acidente em San José, quando bateu seu carro contra um caminhão. Além do defensor, faleceu Meilyn Masís, a noiva do jogador.
A morte de Marshall repercutiu em toda a Costa Rica; Laura Chinchilla, presidente do país, expressou sua lamentação por contra do falecimento do defensor, que seria homenageado no Estádio Eladio Rosabal Cordero.